# Paiwarria episcopalis
Paiwarria episcopalis is een vlinder uit de familie van de Lycaenidae. De wetenschappelijke naam van de soort werd als Thecla episcopalis in 1912 gepubliceerd door Fassl.

## Synoniemen
- Thecla phacana Draudt, 1920